# 希臘教會雅典總主教區
希臘教會雅典總主教區（希臘語：Ιερά Αρχιεπισκοπή Αθηνών）為希臘正教會中的自主教會希臘教會的首席——雅典總主教的教座所在。其總主教的正式頭銜為「雅典及全希臘的總主教」。

## 歷史
相傳最早將基督信仰傳入雅典的為保祿宗徒，在他第二次的傳教旅途中屢經雅典，並在亞略巴古進行了一次講道。根據宗徒大事錄，因為保祿而最早一批改宗的雅典人中包含了當地官員狄約尼削，狄約尼削也被視為雅典的首位主教。
在君士坦丁改宗以及狄奧多西一世將基督教設為國教後，雅典的基督信仰也跟著水漲船高。並由於羅馬帝國定都新羅馬使得新羅馬牧首的地位提高，雅典的基督徒也逐漸歸屬於新羅馬牧首的管轄範圍，並逐漸獲得都主教區的地位。第四次十字軍東征期間雅典遭到十字軍佔領，成立了雅典公國，羅馬天主教的拉丁禮教會也取代了希臘東正教。直到1299年雅典公國遭到鄂圖曼帝國佔領。
鄂圖曼帝國期間，雅典教會回歸新羅馬牧首的管理下，成為米利特的一環。然而在1814年希臘發起了獨立戰爭並脫離了鄂圖曼帝國。由於不能接受鄂圖曼帝國米利特制度的管理，因此希臘正教會就宣布脫離新羅馬普世牧首的聖統治，且由雅典總主教帶領的主教會議管理教務，並在1850年獲得了普世牧首的承認。